# Комаревский район
Комаревский район — административно-территориальная единица в составе Тульской губернии РСФСР, существовавшая в 1924—1929 годах. Административный центр — село Комарево.
Комаревский район был образован 28 июля 1924 года в составе Белёвского уезда Тульской губернии.
В 1926 году все уезды Тульской губернии были упразднены и Комаревский район перешёл в прямое подчинение Тульской губернии. В это время уезд включал 20 сельсоветов, 91 селение, 3687 дворов и 20457 жителей.
В июле-августе 1929 года Тульская губерния была упразднена. На её основе был создан Тульский округ Московской области. В ходе этих преобразований 7 августа 1929 года Комаревский район был упразднён. При этом Аранский, Голубцовский, Гремячковский, Комаревский, Кругливановский, Лелюхинский, Литвиновский, Полянский и Рыданский с/с были переданы в Арсеньевский район, а Будоговищенский, Воронецкий и Железницкий с/с — в Белёвский район.